# 布恩鎮區 (密蘇里州富蘭克林縣)
布恩鎮區（英語：Boone Township）是位於美國密蘇里州富蘭克林縣的一個行政鎮區。

## 地方資料
布恩鎮區的面積為347.59平方千米，當中陸地面積為346.82平方千米，而水域面積為0.77平方千米。根據2020年美國人口普查的數據，當地共有人口4777人，而人口密度為每平方千米13.74人。